# Михайловка (Соль-Ілецький міський округ)
Миха́йловка (рос. Михайловка) — село у складі Соль-Ілецького міського округу Оренбурзької області, Росія.

## Населення
Населення — 498 осіб (2010; 472 у 2002).
Національний склад (станом на 2002 рік):
- казахи — 53 %
- росіяни — 33 %